# Лукавица (Источно Ново Сарајево)
Лукавица је насељено мјесто у општини Источно Ново Сарајево, град Источно Сарајево, Република Српска, БиХ. Према коначним подацима пописа становништва 2013. године, у насељеном мјесту Лукавица укупно је пописано 7.597 лица. На простору овог насељеног мјеста формиране су двије мјесне заједнице: МЗ Лукавица и МЗ Лукавица-Центар. У Лукавици је смјештен административни центар града Источно Сарајево, а ово насељено мјесто је и сједиште општине Источно Ново Сарајево.

## Историја
Од 1992. године и распада Југославије, Лукавица је била дио општине Српско Ново Сарајево, а од 2005. године, име општине је промијењено у Источно Ново Сарајево.

## Становништво 1991.
|                      | 2013.          | 1991.          | 1981.          | 1971.          |
| Укупно               | 7 785 (100,0%) | 1 848 (100,0%) | 1 400 (100,0%) | 1 178 (100,0%) |
| Срби                 | 7 440 (95,57%) | 1 353 (73,21%) | 1 137 (81,21%) | 1 004 (85,23%) |
| Хрвати               | 91 (1,169%)    | 19 (1,028%)    | 37 (2,643%)    | 73 (6,197%)    |
| Роми                 | 74 (0,951%)    | –              | –              | –              |
| Неизјашњени          | 54 (0,694%)    | –              | –              | –              |
| Бошњаци              | 39 (0,501%)    | 370 (20,02%)1  | 95 (6,786%)1   | 86 (7,301%)1   |
| Остали               | 19 (0,244%)    | 59 (3,193%)    | 10 (0,714%)    | 5 (0,424%)     |
| Босанци              | 16 (0,206%)    | –              | –              | –              |
| Црногорци            | 15 (0,193%)    | –              | 22 (1,571%)    | –              |
| Босанци и Херцеговци | 11 (0,141%)    | –              | –              | –              |
| Југословени          | 8 (0,103%)     | 47 (2,543%)    | 94 (6,714%)    | 4 (0,340%)     |
| Непознато            | 5 (0,064%)     | –              | –              | –              |
| Македонци            | 4 (0,051%)     | –              | –              | –              |
| Словенци             | 3 (0,039%)     | –              | 4 (0,286%)     | 3 (0,255%)     |
| Албанци              | 2 (0,026%)     | –              | 1 (0,071%)     | 3 (0,255%)     |
| Украјинци            | 2 (0,026%)     | –              | –              | –              |
| Муслимани            | 2 (0,026%)     | –              | –              | –              |

1. 1 На пописима од 1971. до 1991. Бошњаци су пописивани углавном као Муслимани.